# Камінькаширський замок
Камінькаширський замок — оборонна споруда, яку збудовав князь Романом II Мстиславович у 1196 році. Ще один оборонний замок було збудовано у 1366 році, за часів правління польського короля Казимира Великого, як прикордонне укріплення з Литвою.

## Історія
Невідомо, чи був замок 1366 року тією ж спорудою, що за часів Романа Мстиславовича. Його головним завданням у той час був захист навколишніх земель від литовських набігів. Їхніми власниками була родина Санґушків. На початку XVI століття Михайло Санґушко, який там проживав, змінив своє прізвище на Кошерський. Останнім нащадком чоловічої статі родини був Адам Олександр Санґушко, воєвода Подільський та Волинський. Після його смерті в 1653 році маєтки успадкувала його сестра Ганна Санґушко (нар. 1594), яка взяла шлюб із Юрієм Красицьким (1574—1645) і привезла їх як свій посаг. За часів польського короля Яна Казимира 1649 року замок був повністю зруйнуваний козацьким військом. Сліди колишньої споруди збереглися у вигляді валів та рову. Наразі на місці будівлі стоїть школа.